# Anemia nudiuscula
Anemia nudiuscula là một loài dương xỉ trong họ Anemiaceae. Loài này được J.P. Roux Christenh. mô tả khoa học đầu tiên năm 2011.